# Mirceno
Mirceno, ou β-mirceno, é um composto orgânico oleofínico natural. É classificado como um hidrocarboneto, mas, mais precisamente, um monoterpeno. Terpenos são dímeros do isopreno. Mirceno é um componente do óleo essencial de algumas plantas incluindo loureiro, verbena, pinheiro e outras plantas. É produzido principalmente semi-sinteticamente das plantas do gênero Myrcia (do qual toma seu nome). É um intermediário chave na produção de diversas fragrâncias.
O Mirceno é uma substância volátil e facilmente oxidável.
Esse isômero foi sintetizado pela primeira vez em 1965. E têm aroma citrico e meio amargo.